# Колонія художників Олд Лайм

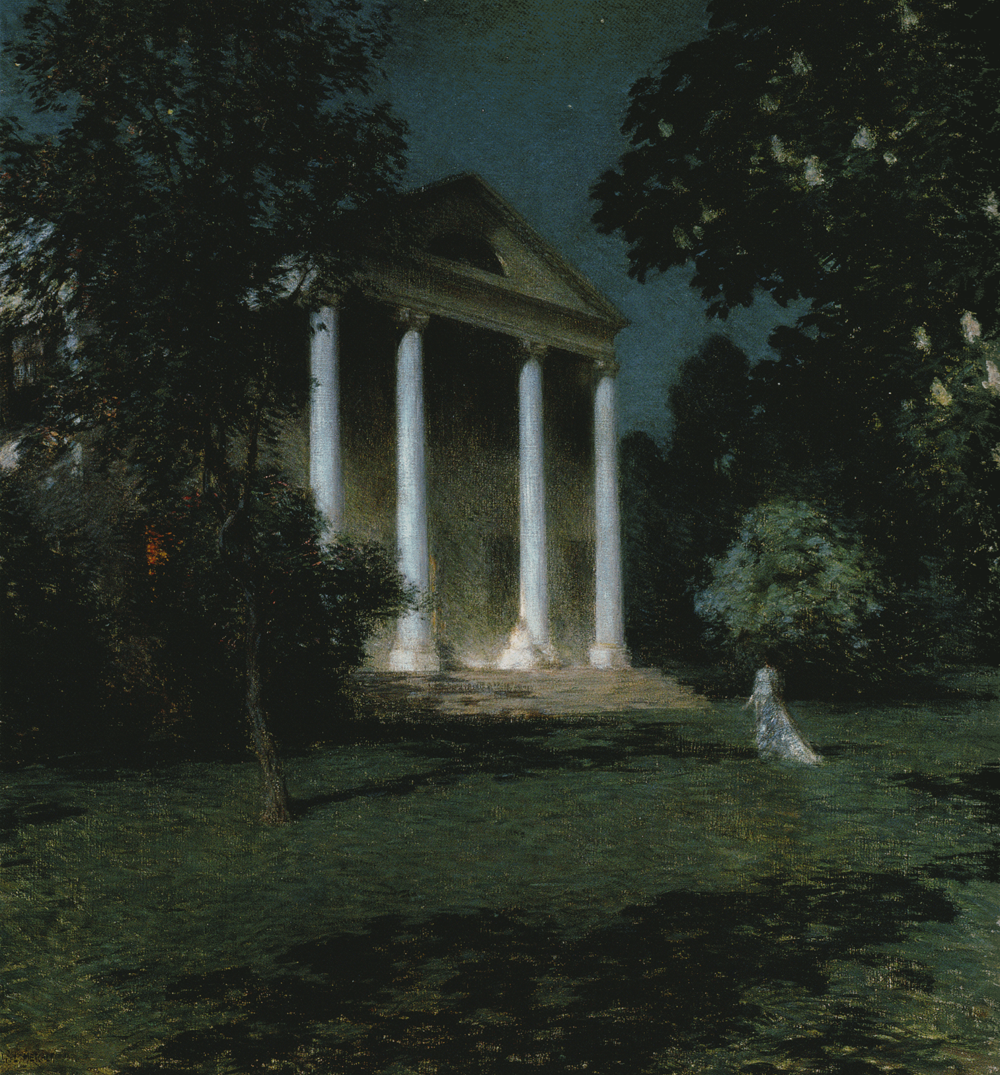
Виллард Меткалф. «Майська ніч» (Пансіон пані Флоренції Ґрісволд в Олд Лаймі), 1906 р.

Колонія художників Олд Лайм (англ. Old Lyme Art Colony) — колонія художників в містечку Старий Лайм (Олд Лайм), штат Коннектикут, що працювала там протягом тридцяти років.

## Історія
В Сполучених Штатах імпресіонізм не був зосереджений в єдиному центрі (як то було у Франції), а мав виникнення і побутування в декількох місцевих школах, розкиданих у різних штатах, художнє життя яких було мало пов'язане один з одним. Серед відомих центрів імпресіонізму в Сполучених Штатах зазвичай невеликі поселення з дешевим побутом, де оселялась чи прибувала на працю низка художників, аби набратись нових вражень і знайти сюжети для творів. Невеликі поселення межували з великими містами, де художники показували власні твори з метою їх продажу, бо і картини — товар в велетенський, всепоглинаючий системі торгівлі США. Серед місцевих центрів імпресіонізму США такі —
- Нью Хоуп, штат Пенсільванія,
- острів Еплдор, штат Нью-Гемпшир,
- Олд Лайм та Кос Коб, штат Коннектикут,
- Браун Каунті, школа Річмонд, штат Індіана,
- Лагуна Біч та Кармел, штат Каліфорнія тощо.

В містечку Олд Лайм, штат Коннектикут, уславився дешевий пансіон пані Флоренції Ґрісволд. Колонія художників розпочала власне існування 1899 року, коли сюди прибув художник-пейзажист Генрі Ворд Рейнджер. Згодом тут перебували і працювали художники Генрі Ранкен Пур, Вільям Генрі Хов, Льюіс Коген. Колонія набула значущості з відвідинами художника Чайлда Хассама, що перебував тут з 1903 року. Містечко стало відігравати роль села Барбізон як у Франції для художників штату Коннектикут. За тридцять років існування колонії тут працювало по-над триста творчих особистостей, переважно прихильників імпресіонізму. Краєвиди та архітектурні споруди Старого Лайму — часті герої картин місцевої колонії художників. Картина Вилларда Меткалфа «Майська ніч» подала пансіон Флоренції Ґрісволд вночі.
Старий Лайм зберіг славу художнього притулку. Згодом будинок пані Ф. Ґрісволд був перетворений на художній Музей Флоренції Ґрісволд. Він став місцем художніх виставок та музеєм, де експонують меморіальні речі художників, що працювали в містечку. Колонія художників в Старому Лаймі внесла помітний внесок в розвиток імпресіонізму в Сполучених Штатах.

## Представники художньої колонії Олд Лайму
- Чайлд Хассам
- Луїс Беттс
- Матільда Браун
- Виллард Меткалф
- Генрі Ворд Рейнджер
- Вілсон Генрі Ірвін
- Аллен Батлер Телкот

## Галерея

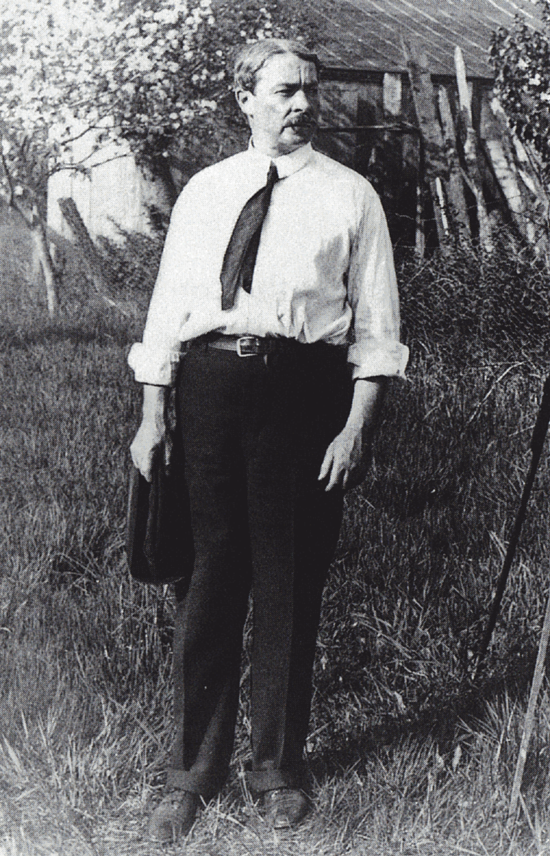
Чайлд Хассам під час перебування в Олд Лаймі, 1903 р.

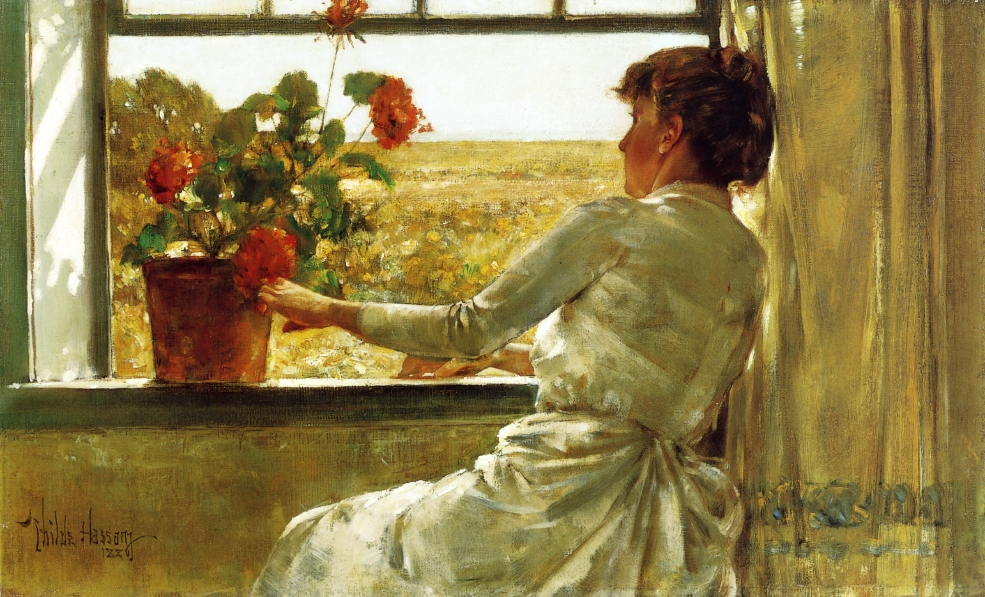
Чайлд Хассам, «Літній вечір», 1886 р., Музей Флоренції Ґрісволд, Олд Лайм.
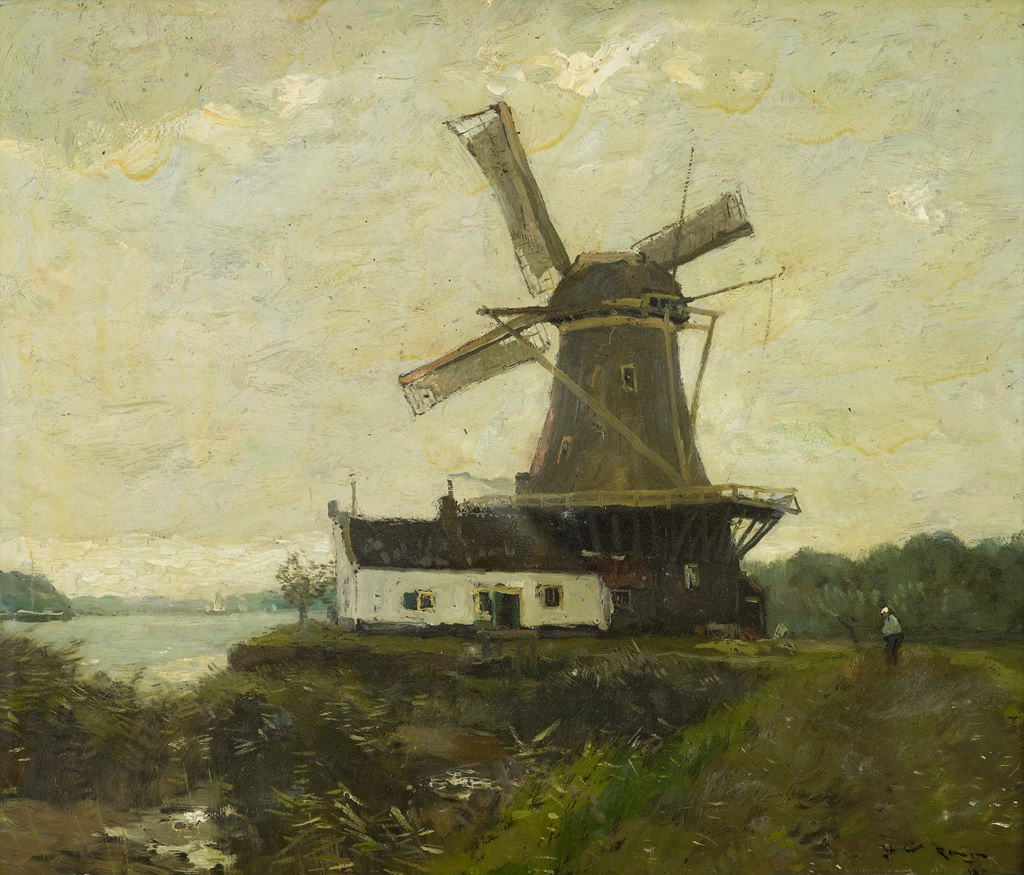
Генрі Ворд Рейнджер, «Вітряк»
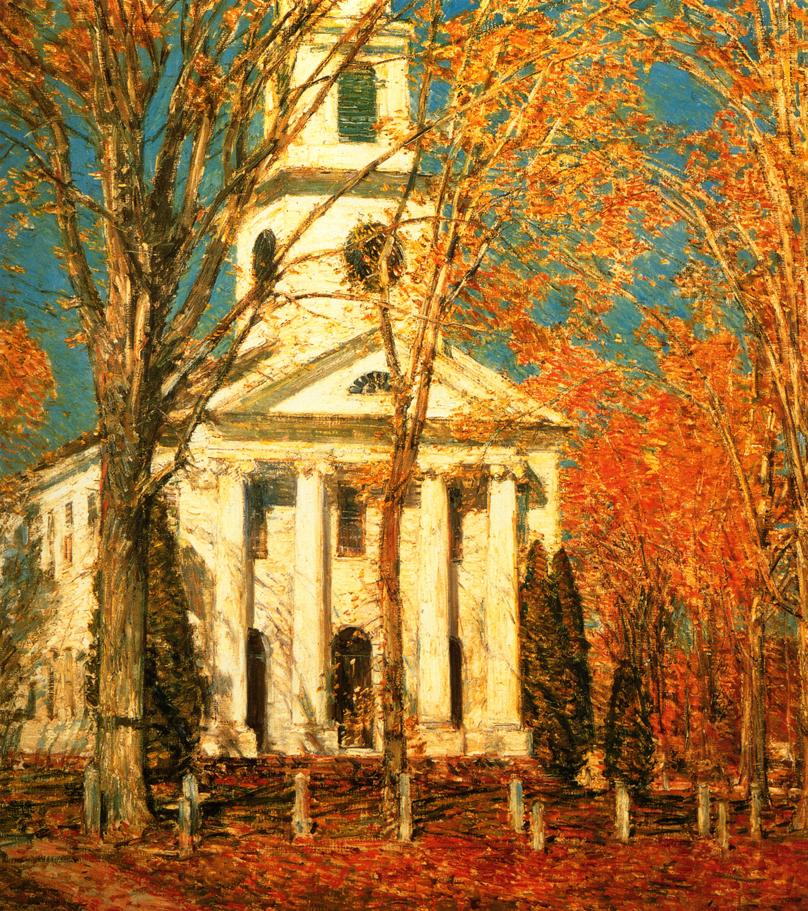
Чайлд Хассам. «Церква в Олд Лаймі», 1905 р.
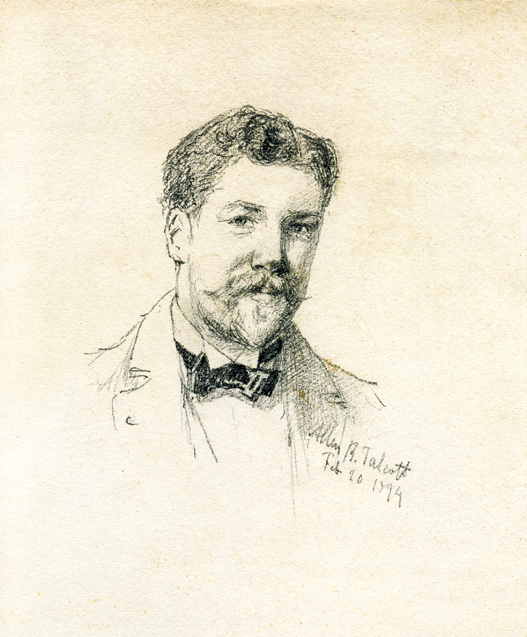
Аллен Батлер Телкот,«Автопортрет», 1894 р.
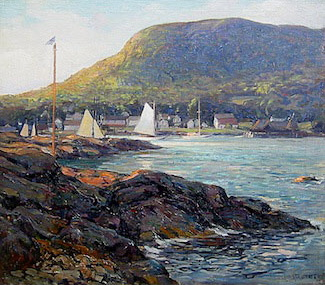
Вілсон Генрі Ірвін. «Гавань у Кемден Мейн», 1905 р.
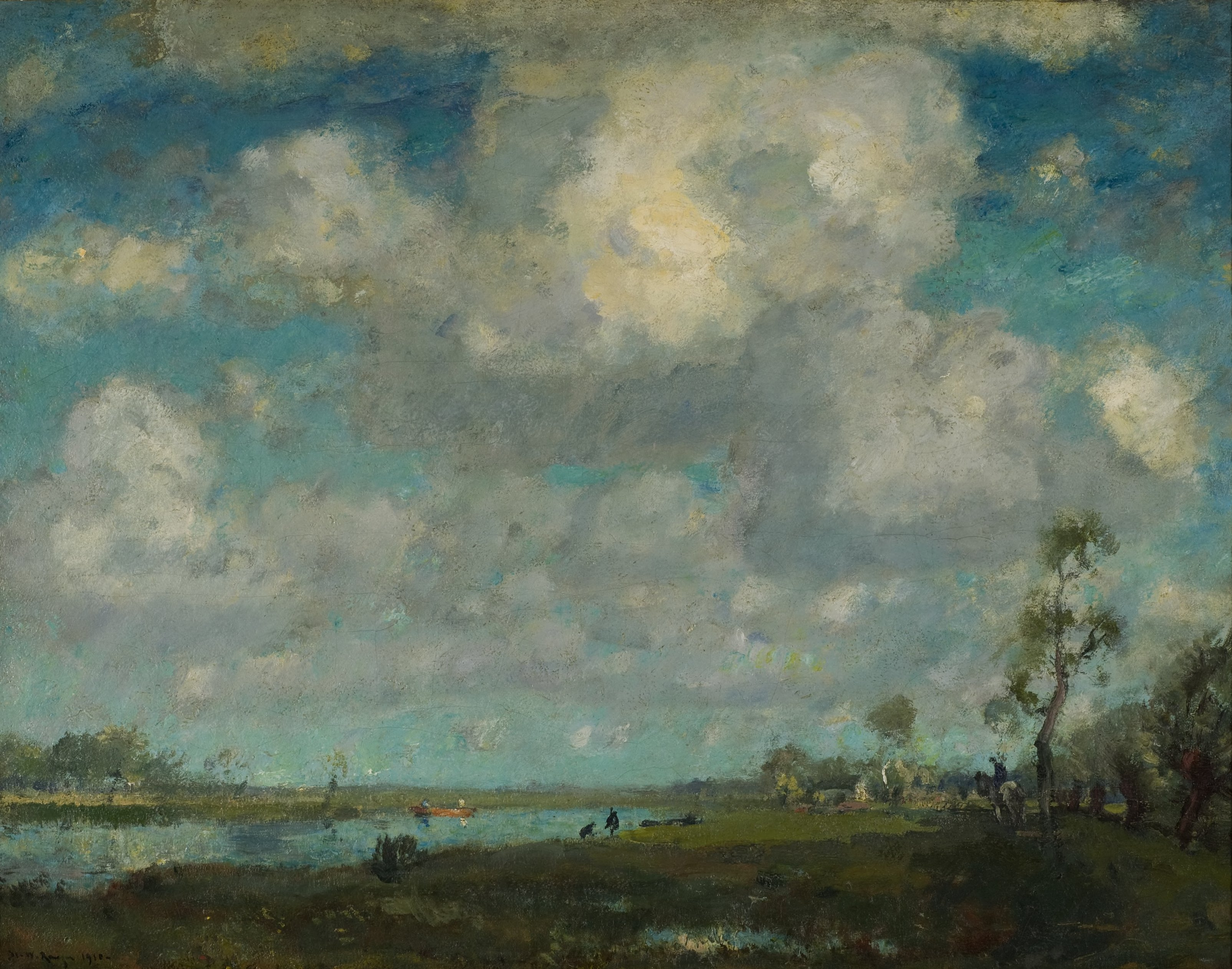
Генрі Ворд Рейнджер, «Місцевість Гротон Лонг роінт», 1910 р.
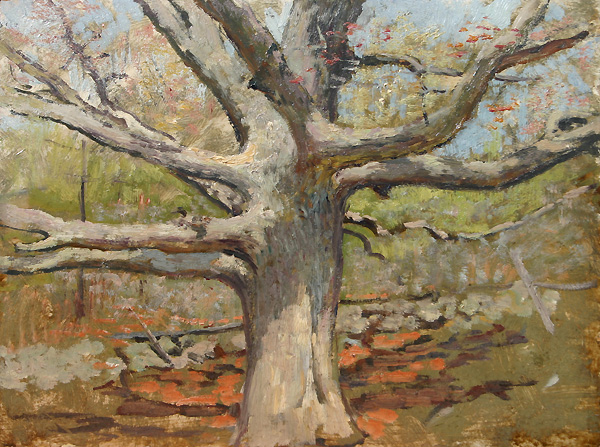
Аллен Батлер Телкот, «Великий дуб»
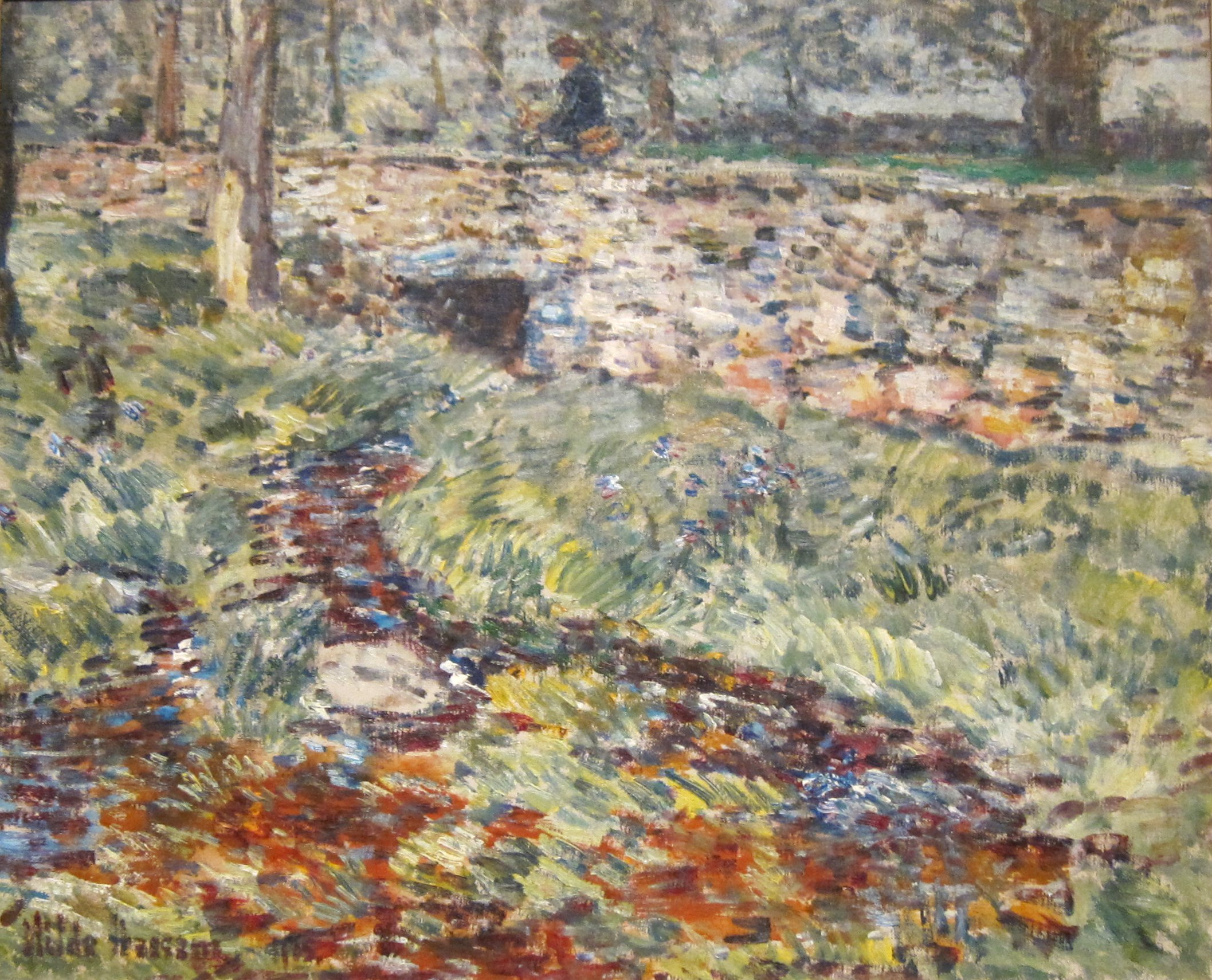
Чайлд Хассам. «Кам'яний міст в Олд Лайм».  1890 р.